# Rufus Smith
Pour les articles homonymes, voir Smith.
 (juillet 2025).
Si vous disposez d'ouvrages ou d'articles de référence ou si vous connaissez des sites web de qualité traitant du thème abordé ici, merci de compléter l'article en donnant les références utiles à sa vérifiabilité et en les liant à la section « Notes et références ».
Rufus Smith (1766 - 1844) est un médecin et un homme politique canadien du Nouveau-Brunswick.
Rufus Smith naît le 19 novembre 1766 à Stamford, dans la Colonie du Connecticut. Sa famille étant loyaliste, il quitte son pays après la Guerre d'indépendance des États-Unis et part s'établir près de l'actuelle Sackville au Nouveau-Brunswick. Tout en étant médecin, il se lance en politique et remporte en 1817 le siège de député de la circonscription de Westmorland pour la 6e législature du Nouveau-Brunswick (en). Il est ensuite réélu trois fois en 1820, 1821 et 1831. Mort le 15 novembre 1844, il est enterré dans le cimetière de l'église méthodiste de Pont-à-Buot.